# Robert III d'Alvèrnia
Robert III fou comte d'Alvèrnia cap a 1136 succeint al seu pare Guillem VII d'Alvèrnia és conegut per als seus diferents amb l'església de Briude, arreglats per un tractat passat amb els arquebisbes de Bourges i de Lió. Va acompanyar Lluís VII de França a la segona croada (citat per Odon de Deuil Histoire de la croisade de Louis VII), potser per redimir les seves culpes envers l'Església. Hi va morir cap a 1147.
Acompanyat del seu fill Guillem (dit el Jove), qui havia d'heretar del comtat (futur Guillem VIII d'Alvèrnia), havia deixat la guarda dels seus béns al seu germà, Guillem (dit el Vell). Aquest no va esperar la tornada del seu nebot per apoderar-se del poder, sent designat pels historiadors sota el nom de Guillem IX d'Alvèrnia.
El nom de la seva esposa no és conegut, contràriament al que pretenen Justel i Chorier, que li assignen a Marquesina d'Albon. L'historiador Étienne Baluze (1630-1718) ha provat que Marquesina d'Albon fou l'esposa de Guillem VIII, i la mare de Delfí (Robert IV delfí d'Alvèrnia), origen de la descendència dels delfins d'Alvèrnia.